# Bierfaß
Bierfaß (neue Schreibweise Bierfass) war ein altes Volumenmaß für Flüssigkeiten, besonders für Bier, in Galizien.
- 1 Bierfaß = 138,375 Liter

Die Maßkette war
- 1 Bierfaß = 36 Garniec/Topf = 144 Kwarty/Viertel = 576 Kwartereck